# Фролов (Волгодонской район)
Фроло́в — хутор в Волгодонском районе Ростовской области.
Входит в состав Потаповского сельского поселения.

## Население
| 1989 | 2002 | 2010 |
| ---- | ---- | ---- |
| 10   | ↗12  | ↘3   |

## Улицы
На хуторе имеется одна улица: Восточная.